# Fort X Twierdzy Toruń
Fort X Twierdzy Toruń lub Bateria Nadbrzeżna (niem. Batterie Grünthalmühle) – pośredni fort w formie schronu piechoty położony przy ul. Przy Grobli.

## Historia

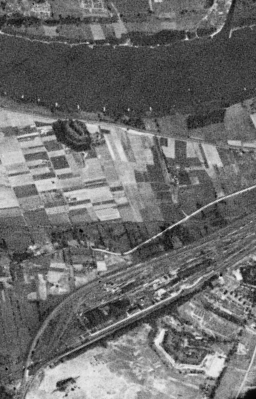
Forty X i XI sfotografowane przez satelitę wywiadowczego, 1965 rok

Fort został wzniesiony w latach 1889 -1892 w celu kontroli doliny Wisły, linii kolejowej do Bydgoszczy i Solca Kujawskiego. Jest to ziemna bateria z sześcioma stanowiskami artyleryjskimi dla dział kalibru 12 cm z ceglanym dziesięciokomorowym schronem dla ich 80-osobowej załogi oraz wałem ziemnym. Baterię częściowo otacza wodna fosa. Jest to jedyny toruński fort pozbawiony stanowisk obserwacyjnych piechoty. Posiada 4 magazyny.